# MPI Discovery
MPI Discovery — судно, споруджене на замовлення компанії MPI Offshore для використання у будівництві офшорних вітрових електростанцій. Однотипне з MPI Adventure. У 2018 році судно викупила та перейменувала у Taillevent нідерландська компанія Jan De Nul — власник одного з найпотужніших флотів для виконання офшорних робіт.

## Характеристики
Судно сконструйоване з урахуванням досвіду експлуатації MPI Resolution (перша установка компанії MPI для монтажу вітроагрегатів, що працювала з 2003 року). Замовлення виконала у 2011 році китайська верф Cosco Nantong Shipyard.
За своїм архітектурно-конструктивним типом MPI Discovery відноситься до самопідіймальних (jack-up). Воно має шість опор з максимальною довжиною нижче корпусу 51 метр (загальна довжина 73,5 метра) та може оперувати в районах з глибинами до 40 метрів. Операцій з підіймання та опускання здійснюються при висоті хвиль до 2,8 метра, тоді як у піднятому стані судно здатне витримувати хвилі до 10,3 метра. Пересування до місця виконання робіт здійснюється самостійно, а точність встановлення на місці забезпечується системою динамічного позиціювання DP2.
Для виконання основних завдань MPI Discovery обладнане краном вантажопідйомністю 1000 тонн. Робоча палуба має площу 3600 м2 та може витримувати до 6000 тонн вантажу.
На борту наявні каюти для 112 осіб. Судно здатне виконувати завдання протягом 75 діб з мінімальним екіпажем та до 45 діб при максимальній кількості персоналу на борту. Для доставки персоналу та вантажів змонтовано гелікоптерний майданчик, який має діаметр 22 метри.

## Завдання судна
З жовтня 2011-го по грудень 2012-го MPI Discovery провадило монтаж вітрових агрегатів на більш глибоководній ділянці ВЕС Лондон-Аррай (Північне море біля узбережжя Кенту).
У 2013 році воно виконало провело монтаж турбін на шведській ВЕС Karehamn (Балтійське море біля острова Еланд). Враховуючи скельні ґрунти в районі ВЕС, попередньо грейферний земснаряд Albatros підготував біля кожної із 16 турбін по 6 площадок для опор самопідіймального судна.
Того ж 2013-го на ВЕС Гамбер-Гейтвей (Північне море біля узбережжя Йоркширу) MPI Discovery розпочало монтаж монопальних фундаментів. Після встановлення третини паль воно передало майданчик MPI Resolution та відплило на ВЕС Амрумбанк-Вест у німецькому секторі моря, проте технічні проблеми змусили відіслати Resolution на ремонт та повернути влітку 2014-го попереднє судно, яке в підсумку і завершило фундаментні роботи.
На тільки що згаданій Амрумбанк-Вест MPI Discovery встановило 61 із 80 монопаль, а також змонтувало всі 80 перехідних елементів, до яких кріпляться башти вітроагрегатів.
У 2016-му судно здійснило на ВЕС Рампіон (протока Ла-Манш біля узбережжя Західного Сассексу) роботи зі спорудження фундаментів (разом з Pacific Orca). А наступного року воно ж  змонтувало тут власне вітрові агрегати (разом з MPI Adventure).